# Historia de los judíos de Cairuán

Bandera de Túnez.

Historia de los judíos de Cairuán. Cairuán (en hebreo: קירואן) (en árabe: قيروان) es una ciudad ubicada en Túnez, una nación del Norte de África. Cairuán fue durante siglos un centro mundial de erudición talmúdica y rabínica.

## Historia primitiva
Los primeros judíos llegaron a Cairuán junto con sus fundadores árabes, procedentes de la región de Cirenaica en lo que actualmente es Libia. Una segunda oleada de colonos judíos llegó a finales del siglo VII. La era dorada de la comunidad comenzó a fines del siglo VIII y duró hasta principios del siglo XI, desde el reinado de los aglábidas hasta el reinado de los háfsidas. La ciudad albergaba una sinagoga, una yeshivá, un cementerio, una organización benéfica comunitaria y otras instituciones. Los judíos de la ciudad estaban en contacto con las academias talmúdicas babilónicas de Sura, Pumbedita y Nehardea, y con las comunidades judías de Al-Ándalus. 
En el año 880, el judío Eldad ha-Dani visitó la ciudad y la comunidad local, para describir sus viajes. Él cautivó al público con su fluidez en el idioma hebreo, y trajo consigo una colección de leyes que según él, se practicaban entre las Diez tribus perdidas de Israel. Estas leyes desconcertaron a los judíos de Cairuán, por lo que enviaron una pregunta al Rabino Tzemach Ben Haim, de la academia talmúdica de Sura, quien intentó explicar dichas leyes basándose en la Ley judía, la Halajá. Otros rabinos, incluido el Rabino Meir de Rothenburg, y algunos Tosafistas, no se mostraron de acuerdo con esas leyes. 
A principios del siglo X, un judío llamado Isaac Israeli ben Solomon (fallecido en 950) enseñó en la escuela de medicina de Cairuán, y se desempeñó como el médico personal del último gobernante de la Dinastía Aglábida y del primer gobernante de la Dinastía Fatimí. Ben Solomon escribió obras de filosofía neoplatónica y mantuvo correspondencia con el Rabino Saadia Gaon de Babilonia. Un segundo judío de Cairuán, llamado Dunash ibn Tamim, era médico y filólogo, y también sirvió como médico en la corte fatimí. Un tercer judío de Cairuán, Nathan HaBavli, registró sus impresiones sobre los judíos babilonios en el libro Séder Olam Zutá.
Durante el siglo XI, el judío más destacado de Cairuán fue Abraham ben Nathan, uno de los grandes líderes judíos de su tiempo, en 1015 recibió los títulos de Naguid HaGolah (en español: "El Príncipe de la Diáspora") y Rosh HaKehilot ("El Jefe de las Comunidades") del líder espiritual de esa generación, Jai Gaón. Ben Nathan sirvió como el médico personal de Al-Muiz ibn Badis, el Sultán del Norte de África, y aparentemente también del Sultán anterior, Badis ibn Mansur, el padre de Muiz. Un contemporáneo de Abraham ben Nathan, Judah ben Joseph, fue el comerciante más destacado de la ciudad, controlando las rutas comerciales que fluyen a través del Mediterráneo y hacia la India. En tiempos de guerra, cuando se prohibía la navegación marítima a todos los demás barcos, su mercancía fue llevada a bordo de unos buques de guerra reales. Tanto Abraham ben Nathan como Judah ben Joseph murieron en el mismo año, en algún momento de la década de 1030.

## Academia talmúdica de Cairuán
A lo largo de este período, Cairuán fue reconocido como un centro de erudición talmúdica, y los judíos de la ciudad mantuvieron correspondencia con las comunidades de Europa y Babilonia, incluidas las principales autoridades de la Torá como el Rabino Sherira Gaon, el Rabino Jai Gaón y Samuel HaNaguid. En la cima del prestigio de la yeshivá, los miembros de las comunidades egipcias recurrían a los eruditos de Cairuán, aunque estaban sujetos a las costumbres de la Tierra de Israel.
El Rabino Jacob ben Nissim dirigió la yeshivá de Cairuán a finales del siglo X. Durante su mandato, el Rabino Chushiel llegó a Cairuán desde Italia, y tras la muerte del Rabino Jacob ben Nissim, en 1006, le sucedió. Tras la muerte del Rabino Chushiel, el Rabino Nissim ben Jacob, hijo del Rabino Jacob ben Nissim, asumió el liderazgo de la yeshivá y fue el mentor del Rabino Chananel ben Chushiel. Durante ese mismo período, el Rabino Isaac Alfasi también estudió en Cairuán, antes de mudarse a Fez, Marruecos. El Rabino Nissim murió en 1062, y a mediados del siglo XI, la yeshivá de Cairuán había perdido su prestigio como centro mundial de estudio del Talmud y la Torá.

## Rechazo y expulsión
Durante el siglo XI, la conquista de los Banu Hilal alteró dramáticamente el paisaje cultural y político del Norte de África. Como pueblo nómada, los árabes de Banu Hilal invadieron la región desde el este, mientras que los almorávides invadieron el sur de Marruecos. El grupo nómada saqueó la ciudad de Cairuán, masacrando a la población judía, árabe y bereber. La conquista de la ciudad provocó una emigración masiva de la población judía, al tiempo que permaneció la población árabe y bereber de la región. 
Aunque esta conquista destruyó el interior del área, las ciudades costeras prevalecieron, ya que ciudades como Túnez todavía eran un lugar importante para la cultura del Norte de África que producía productos textiles, cerámica, vidrio, aceite, jabón y otros productos de fabricación. Otro resultado devastador de la conquista fue la destrucción de los sistemas de riego del Norte de África, lo que llevó a la desertificación y a la nomadización de la zona, hasta que las potencias europeas colonizaron el Norte de África para extraer sus recursos. 
La devastadora conquista de Cairuán por los Banu Hilal en el año 1057, destruyó completamente la ciudad y nunca recuperó su importancia cultural anterior, el área se convirtió en una mezcla de la cultura árabe y bereber, y el tamaño de la comunidad judía disminuyó significativamente. El resultado de la conquista oficialmente convirtió al árabe en el idioma oficial del Norte de África en ese momento. La comunidad se disolvió en 1270 cuando los Háfsidas prohibieron a los no musulmanes vivir en la ciudad, los judíos restantes se vieron obligados a convertirse a la religión del Islam o debieron abandonar la ciudad. Después de la invasión, el área que una vez floreció con excelencia cultural, actualmente forma parte de la nación de Túnez. La población judía que anteriormente vivía allí emigró a otras tierras y países como Italia y Egipto. 

## Protectorado francés e independencia
En Túnez se estableció un protectorado francés en 1881, algunos judíos volvieron a la ciudad. Había varios comerciantes judíos y se abrieron dos sinagogas. Cuando las Potencias del Eje ocuparon Túnez durante la Segunda Guerra Mundial, muchos de estos judíos huyeron. Aunque algunos regresaron después de la guerra, en la década de 1960, los judíos de la comunidad se habían mudado a la ciudad de Túnez, o habían emigrado al extranjero. Actualmente no existe una comunidad judía en Cairuán. Esta emigración tuvo lugar entre los años 1946 y 1960, hasta que la comunidad judía desapareció por completo de la ciudad que había sido un centro cultural 900 años antes.